# گل گاوزبان ایرانی
گل گاوزبان ایرانی (نام علمی: Echium amoenum) یکی از گونه‌های سردهٔ گاوزبان است. این گیاه، یکی از گیاهان دارویی بسیار مهم در طب سنتی ایرانی است. گل گاوزبان، گیاهی دوساله یا چندساله است که به‌صورت بومی در مناطقی از ایران، قفقاز و روسیه در ارتفاعات ۶۰ تا ۲٬۲۰۰ متر (۲۰۰ تا ۷٬۲۲۰ فوت) از سطح دریا رشد می‌کند.

## کاربردهای درمانی
گل گاوزبان ایرانی، دارای تأثیرات مختلف دارویی و درمانی است. این گیاه، ضدالتهاب، ضدمیکروب، ضد درد و حاوی ترکیبات آنتی‌اکسیدان است و به‌طور ویژه برای درمان و بهبود سرماخوردگی و به‌عنوان یک داروی ضداضطراب و آرام‌بخش مورد استفاده قرار می‌گیرد.
اثرات محافظتی گل گاوزبان ایرانی بر سیستم عصبی از جمله اثرات ضد درد، ضد ایسکمی و اثرات ضداضطراب آن در چندین مدل حیوانی نشان داده شده است. عصارهٔ این گیاه، اثر محافظتی در برابر اختلالات ناشی از مصرف هیوسین نشان می‌دهد. مهم‌ترین آنتوسیانین موجود در این گیاه، سیانیدین-۳-گلوکوزید است که دارای اثرات محافظتی در برابر آسیب‌های مغزی و آپوپتوز ناشی از ایسکمی مغزی است. این گیاه، در درمان بیماران مبتلا به افسردگی خفیف تا متوسط و همچنین اختلال وسواس فکری-اجباری و اختلال اضطراب فراگیر، مؤثر است.

## ترکیبات شیمیایی
این گیاه، حاوی اسید گاما-لینولنیک (GLA)، آلفالینولنیک اسید (ALA)، اسفنگولیپید، آلکالوئیدهای پیرولیزیدین، موسیلاژ، رزین، پتاسیم نیترات، کلسیم و اسیدهای معدنی است.

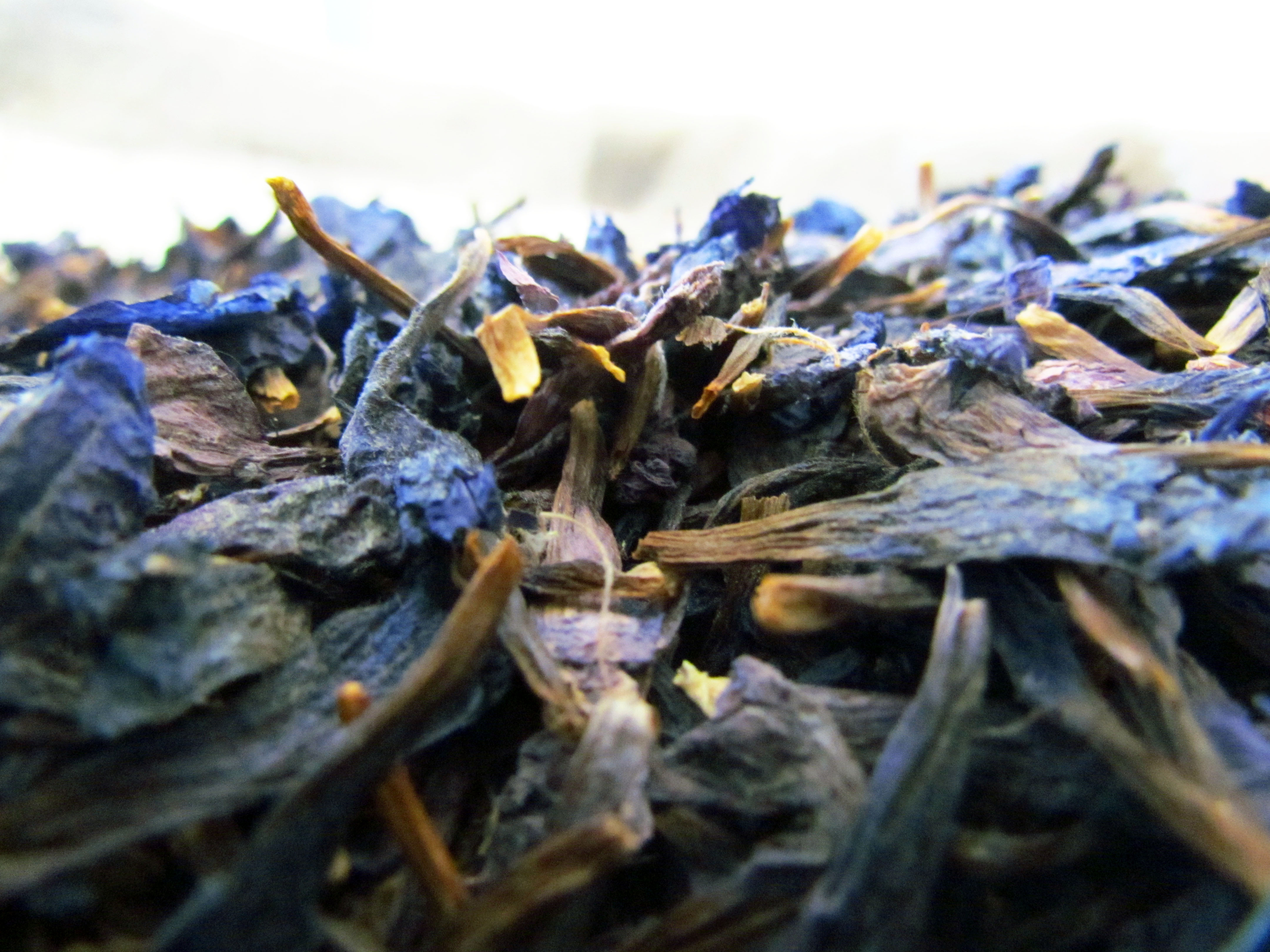
گل گاوزبان خشک شده - از گل‌های خشک شده در تهیهٔ جوشانده، برای مصارف درمانی، استفاده می‌شود.

## مضرات
این گیاه دارای مقدار زیادی مواد شیمیایی به‌نام آلکالوئیدهای پیرولیزیدینی (PAS) است که مصرف زیاد این گیاه در دوز بالا یا در دراز مدت، می‌تواند باعث بروز سرطان کبد یا آسیب به این عضو مهم شود.

## روش مصرف
گل گاوزبان معمولاً به‌صورت دم کرده، جوشانده و دم‌نوش مصرف می‌شود. در طب سنتی ایرانی، قسمت‌های دارویی اصلی این گیاه، گل و برگ است اما ریشه و ساقه نیز قابل استفاده هستند.
در رفسنجان این گیاه را با ترکیبی از هل و شکر به‌صورت قاووت آماده می‌کنند.

## نگارخانه

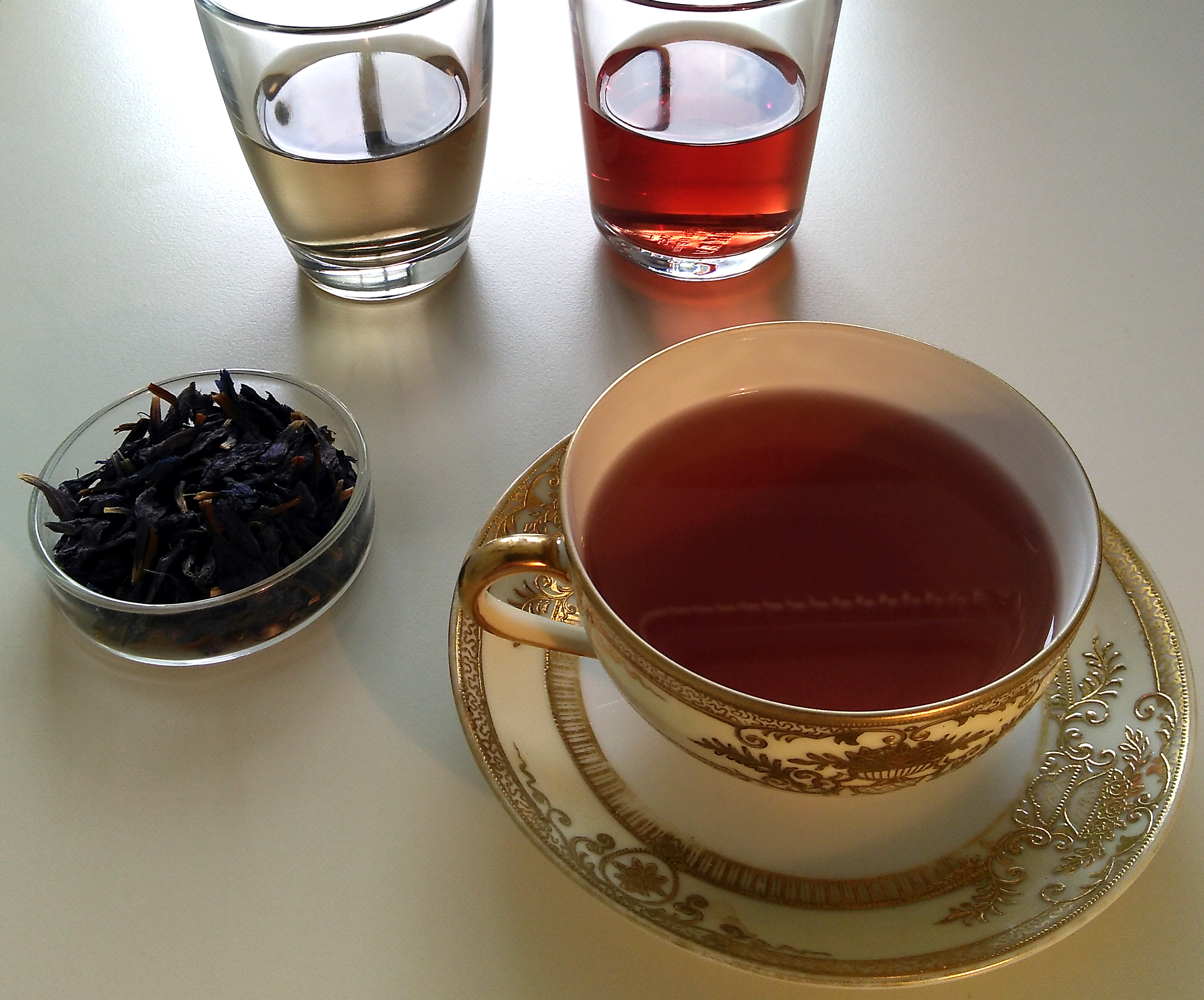
دمنوش گل گاو زبان
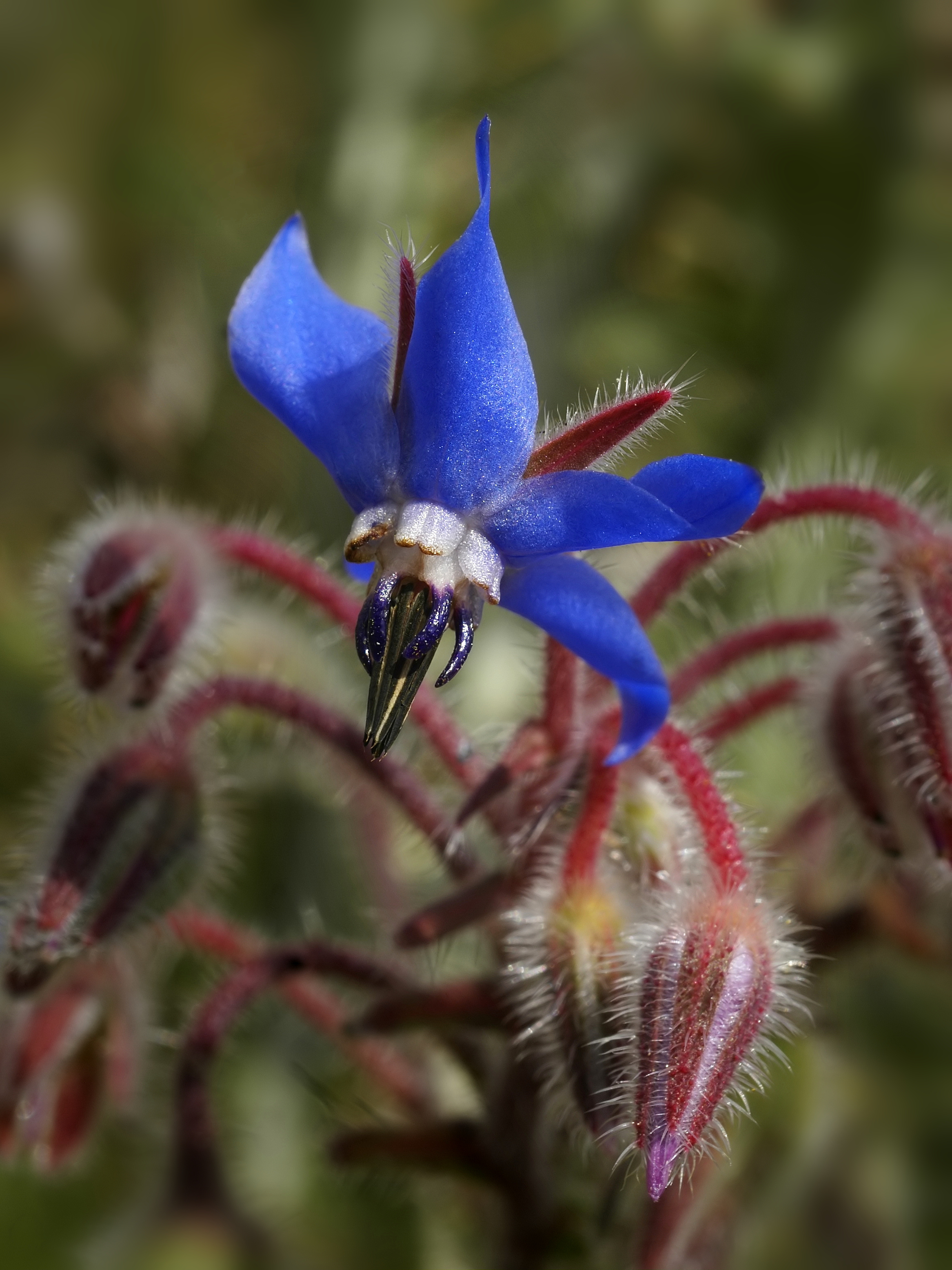
گل گاو زبان آبی
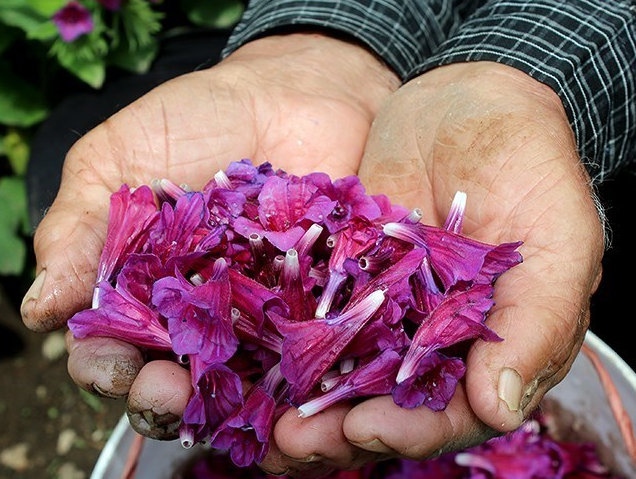
برداشت گل گاو زبان

 یا می‌توان آن را به صورت دمنوش آماده کرد و پس از اینکه خنک شد آن را در قالب یخ بریزیم و پس از اینکه یخ زد میل کنیم